# Resning
För andra betydelser, se Resning (olika betydelser).
Resning är ett särskilt rättsmedel som under vissa förutsättningar gör det möjligt att ändra en dom som vunnit rättskraft. Resning kan användas både i brottmål, tvistemål och förvaltningsmål.
Domstols dom får rättskraft om den inte överklagats inom föreskriven tid. När domen vunnit laga kraft kan den inte längre överklagas, utan den möjlighet som återstår är att ansöka om resning. För att en ansökan om resning ska beviljas krävs dock speciella omständigheter. Syftet med detta är behovet av att lagakraftvunna domar ska kunna ses som mer eller mindre definitiva. I många länder, som Frankrike, Italien och England är det överhuvudtaget inte möjligt att begära resning på en friande dom.

## Bestämmelser om resning i Sverige
Bestämmelser om resning i brottmål finns i 11 kap 13 § Regeringsformen  och i 58 kap rättegångsbalken. Åklagarmyndigheten uppskattar att de behandlar 30–50 ansökningar per år och att någon enstaka leder till ändrad dom. Det är strängare krav för att få resning behandlad om ansökan är till nackdel för den dömde. Bland annat finns en "ettårsfrist", resning måste ansökas inom ett år efter att nya uppgifter kommer fram. För att en resning ska beviljas måste de nya uppgifterna visa att brottet är allvarligare. Högsta domstolen beviljade inte resning för en våldtäktsman som dömdes till sluten ungdomsvård efter att ha ljugit om sin ålder. Högsta domstolen menade i avslaget att de inte ska ta ställning till påföljdsbedömningar.
Ansökan om resning behandlas normalt av samma domstol som skulle ha behandlat ett överklagande. Arbetsgången är den att domstolen som tagit emot ansökan om resning, efter prövning, antingen avslår ansökan eller beviljar denna. Om ansökan beviljas innebär detta att rättegången återupptas i den instans som meddelat domen som vunnit laga kraft. Om ansökan om resning avslås fortsätter den lagakraftvunna domen att gälla. Detta hindrar dock inte att en ny ansökan om resning inges, till exempel om nya omständigheter framkommit. I brottmål kan till exempel resning till fördel för den dömde beviljas om det har framkommit nya omständigheter som sannolikt skulle ha lett till friande dom eller lägre straff om de varit kända vid tiden för domen.
Särskilt uppmärksammade fall i modern tid där ansökan om resning lämnats in gäller bland annat Christer Pettersson, Billy Butt och Sture Bergwall. I Christer Pettersons fall lämnade åklagarna in ansökan om resning för att ändra den friande domen i mordet på Olof Palme, de fick avslag bland annat enligt den så kallade ettårsfristen, men även för att de inte påvisat att rätten skulle dömt annorlunda med de nya uppgifterna. Billy Butt har själv ansökt om resning tio gånger från 1990-talet fram till 2009 för att frias från våldtäktsdomarna som fastställdes 1993, men aldrig fått resning. Sture Bergvall dömdes för 8 mord i 6 olika rättegångar, han beviljades resning och frikändes i samtliga fall efter att åklagarna i tingsrätterna valt att lägga ned fallen då de inte ansåg att det fanns grund för fällande dom.
Sedan 1993 finns minst elva fall i Sverige där resning i brottmål beviljats och den tilltalade friats i den nya rättegången. Dessa elva fall gällde personer som blivit dömda till långa fängelsestraff, varav två till livstids fängelse.
Andra bestämmelser finns för resning i tvistemål. För resning i förvaltningsmål finns bestämmelser i Regeringsformens 11 kap 13 §. och i 37 b § förvaltningsprocesslagen. "Resning får beviljas i mål eller ärende om det på grund av något särskilt förhållande finns synnerliga skäl att pröva saken på nytt." Resning kan begäras även i mål om betalningsföreläggande. I sådant fall gäller att klaganden ska visa laga förfall för sin underlåtenhet att bestrida ansökan om betalningsföreläggande. När klaganden inte kunnat detta har ansökan om resning avslagits vilket framgår av NJA 2012 s 555.

## Kända resningsärenden i Sverige (i urval)
Sorterat på senaste beslutsdatumet i respektive fall. 
| Fall                   | Brott                     | Brott   | Dom avkunnad | Ansökan    | Ansökan     | Handläggningstid | Handläggningstid | Beslut     | Beslut | Beslut       | Åklagares inställning | Ombud                                          | Särskilt inverkande journalist        | Ref.                        |
| Fall                   | typ                       | när     | Dom avkunnad | nr         | inkommen    | å/m/d            | dagar            | meddelat   | bifall | röstetal     | Åklagares inställning | Ombud                                          | Särskilt inverkande journalist        | Ref.                        |
| ---------------------- | ------------------------- | ------- | ------------ | ---------- | ----------- | ---------------- | ---------------- | ---------- | ------ | ------------ | --------------------- | ---------------------------------------------- | ------------------------------------- | --------------------------- |
| Östmarksmordet         | mord                      | 1909    |              | 1          |             |                  |                  |            | ✘      |              |                       |                                                |                                       |                             |
| Östmarksmordet         | mord                      | 1909    | 2            |            |             |                  |                  | ✘          |        |              |                       |                                                |                                       |                             |
| Östmarksmordet         | mord                      | 1909    | 3            | 1914-11-28 | – / 5 / 1   | 152              | 1915-04-29       | ✔          | 6–1    |              | Axel Carlson          | [ 10 ] [ 11 ]                                  |                                       |                             |
|                        |                           |         |              |            |             |                  |                  |            |        |              |                       |                                                |                                       |                             |
| Marsjömålet            | misshandel                | 1919    |              | 1          |             |                  |                  |            | ✘      |              |                       |                                                |                                       |                             |
| Marsjömålet            | misshandel                | 1919    | 2            | 1924       |             |                  |                  | ✘          | 3–4    |              | Hugo Lindberg         | [ 12 ] [ 13 ]                                  |                                       |                             |
| Marsjömålet            | misshandel                | 1919    | 3            | 1926-07-03 | – / 4 / 29  | 152              | 1926-12-02       | ✔          | 5–1    |              | Hugo Lindberg         |                                                |                                       |                             |
|                        |                           |         |              |            |             |                  |                  |            |        |              |                       |                                                |                                       |                             |
| Gerdmordet             | sexualbrott m.m.          | 1939    | 1941-03-14   | 1          | 1945-08-18  | – / 6 / 8        | 192              | 1946-02-26 | ✘      |              | avstyrkte             | Einar van de Velde                             |                                       |                             |
|                        |                           |         |              |            |             |                  |                  |            |        |              |                       |                                                |                                       |                             |
| Esarpsmålet            | mord                      | 1932    | 1932         | 1          |             |                  |                  |            | ✘      |              |                       |                                                |                                       |                             |
| Esarpsmålet            | mord                      | 1932    | 1932         | 2          | 1946-03-26  | 1 / 6 / 25       | 574              | 1947-10-21 | ✔      | 5–0          | avstyrkte             | Einar Bjure-Dehlén                             |                                       |                             |
|                        |                           |         |              |            |             |                  |                  |            |        |              |                       |                                                |                                       |                             |
| Albin Mannby           | brott mot rikets säkerhet | 1914    | 1916         | 1          | 1917        |                  |                  |            | ✘      |              |                       |                                                |                                       |                             |
| Albin Mannby           | brott mot rikets säkerhet | 1914    | 1916         | 2          |             |                  |                  |            | ✘      |              |                       |                                                |                                       |                             |
| Albin Mannby           | brott mot rikets säkerhet | 1914    | 1916         | 3          |             |                  |                  |            | ✘      |              |                       |                                                |                                       |                             |
| Albin Mannby           | brott mot rikets säkerhet | 1914    | 1916         | 4          |             |                  |                  |            | ✘      |              |                       |                                                |                                       |                             |
| Albin Mannby           | brott mot rikets säkerhet | 1914    | 1916         | 5          |             |                  |                  |            | ✘      |              |                       |                                                |                                       |                             |
| Albin Mannby           | brott mot rikets säkerhet | 1914    | 1916         | 6          |             |                  |                  |            | ✘      |              |                       |                                                |                                       |                             |
| Albin Mannby           | brott mot rikets säkerhet | 1914    | 1916         | 7          |             |                  |                  |            | ✘      |              |                       |                                                |                                       |                             |
| Albin Mannby           | brott mot rikets säkerhet | 1914    | 1916         | 8          |             |                  |                  |            | ✘      |              |                       |                                                |                                       |                             |
| Albin Mannby           | brott mot rikets säkerhet | 1914    | 1916         | 9          |             |                  |                  | 1932-06-06 | ✘      | 0–5          | avstyrkte ej          | Hugo Lindberg                                  |                                       |                             |
| Albin Mannby           | brott mot rikets säkerhet | 1914    | 1916         | 10         |             |                  |                  | 1948       | ✘      |              |                       |                                                | [ 28 ]                                |                             |
|                        |                           |         |              |            |             |                  |                  |            |        |              |                       |                                                |                                       |                             |
| Järvsömålet            | dråp                      | 1900    |              |            | 1950-01-09  | – / 8 / 19       | 262              | 1950-09-28 | ✘      | 1–6          | tillstyrkte           | Einar Bjure-Dehlén                             |                                       |                             |
| Järvsömålet            | dråp                      | 1900    |              | 1951-10-23 | – / 7 / 18  | 231              | 1952-06-10       | ✘          | 1–6    | tillstyrkte  | Georg Branting        |                                                |                                       |                             |
|                        |                           |         |              |            |             |                  |                  |            |        |              |                       |                                                |                                       |                             |
| Helandermålet          | förtal                    | 1952    |              |            | 1957-04-02  | 4 / 3 / 2        | 1 554            | 1961-07-04 | ✔      | 4–3          | avstyrkte             | Nils Malmström                                 |                                       |                             |
|                        |                           |         |              |            |             |                  |                  |            |        |              |                       |                                                |                                       |                             |
| Högbroforsmålet        | bedrägeri                 |         | 1933-12-18   | 1          | 1935-09-11  | 1 / 3 / 11       | 468              | 1936-12-22 | ✘      |              |                       | Vilhelm Lundstedt                              |                                       | [ 41 ]                      |
| Högbroforsmålet        | bedrägeri                 | 2       | 1933-12-18   | 1940 jan   | 1 / 2 / ?   |                  | 1941-04-09       | ✘          |        |              |                       |                                                |                                       | [ 41 ]                      |
| Högbroforsmålet        | bedrägeri                 | 3       | 1933-12-18   | 1954-04-20 | 1 / 9 / 12  | 653              | 1956-02-02       | ✘          |        |              |                       |                                                |                                       | [ 41 ]                      |
| Högbroforsmålet        | bedrägeri                 | 4       | 1933-12-18   | 1960-09-21 | 2 / 6 / 19  | 931              | 1963-04-10       | ✘          | 0–5    |              | Henning Sjöström      |                                                |                                       | [ 41 ]                      |
|                        |                           |         |              |            |             |                  |                  |            |        |              |                       |                                                |                                       |                             |
| Börstigbränderna       | mordbrand                 |         | 1966         |            |             |                  |                  | 1972-10-02 | ✔      |              | avstyrkte             |                                                |                                       | [ 44 ] [ 45 ]               |
|                        |                           |         |              |            |             |                  |                  |            |        |              |                       |                                                |                                       |                             |
| Fallet Rut Lind        | dråp                      | 1959    | 1961-03-28   | 1          | 1981-09-23  | 3 / 8 / 1        | 1 339            | 1985-05-24 | ✘      | 0–5          | avstyrkte             | Carl-Göran Edquist                             |                                       |                             |
|                        |                           |         |              |            |             |                  |                  |            |        |              |                       |                                                |                                       |                             |
| Raggarmordet           | mordbrand m.m.            | 1979    | 1981-04-28   |            | 1983-04-05  | – / 7 / 19       | 233              | 1983-11-24 | ✔      |              | avstyrkte             | Henning Sjöström                               | Jan Guillou (Magazinet, SVT)          |                             |
| Raggarmordet           | mordbrand m.m.            | 1979    | 1981-04-28   |            | 1987-12-21  |                  |                  | ?          | ✘      |              |                       |                                                | Jan Guillou (Magazinet, SVT)          |                             |
|                        |                           |         |              |            |             |                  |                  |            |        |              |                       |                                                |                                       |                             |
| Saramålet              | mord                      | 1987    | 1988         | 1          | 1988 hösten |                  |                  | 1988-12-20 | ✔      |              | tillstyrkte           | Per Olof Nordin                                |                                       |                             |
|                        |                           |         |              |            |             |                  |                  |            |        |              |                       |                                                |                                       |                             |
| Södertäljefallet       | sexualbrott               |         |              |            | 1993        |                  |                  | 1993-11-12 | ✔      |              |                       |                                                |                                       |                             |
|                        |                           |         |              |            |             |                  |                  |            |        |              |                       |                                                |                                       |                             |
| Palmemordet            | mord                      | 1986    | 1989-11-02   | 1          | 1997-12-05  | – / 5 / 23       | 174              | 1998-05-28 | ✘      | 0–5          | ansökande             | Lars Ekman                                     |                                       | [ 58 ] [ 59 ]               |
|                        |                           |         |              |            |             |                  |                  |            |        |              |                       |                                                |                                       |                             |
| Yasser Askar           | mord                      | 1998    | 1999-08-13   | 1          | 2000        | (ca ½ år)        |                  | 2000-12-22 | ✔      |              | avstyrkte             | Nils Uggla                                     | Trond Sefastsson (Kalla fakta, TV4)   |                             |
|                        |                           |         |              |            |             |                  |                  |            |        |              |                       |                                                |                                       |                             |
| Joy Rahman             | mord                      | 1993    | 1994-09-14   | 1          | 1998-07-03  | – / 3 / 3        | 95               | 1998-10-06 | ✘      |              |                       | Peter Althin                                   | Dick Sundevall (Kanal 5)              |                             |
| Joy Rahman             | mord                      | 1993    | 1994-09-14   | 2          | 1999-12-07  | 2 / 1 / 14       | 776              | 2002-01-21 | ✔      | 3–2          |                       | Peter Althin                                   | Dick Sundevall (Kanal 5)              |                             |
|                        |                           |         |              |            |             |                  |                  |            |        |              |                       |                                                |                                       |                             |
| Fallet Ulf             | sexualbrott               |         | 2002-05-03   | 1          | 2002-12-02  | – / 1 / 18       | 49               | 2003-01-20 | ✘      |              |                       | Kerstin Koorti                                 |                                       |                             |
| Fallet Ulf             | sexualbrott               | 2       | 2002-05-03   | 2003-02-10 | – / 1 / 15  | 43               | 2003-03-25       | ✘          |        |              |                       | Kerstin Koorti                                 |                                       |                             |
| Fallet Ulf             | sexualbrott               | 3       | 2002-05-03   | 2004-03-03 | – / 7 / 8   | 222              | 2004-10-11       | ✔          |        | avstyrkte ej | Thomas Olsson         | Hannes Råstam (Uppdrag granskning, SVT)        |                                       |                             |
|                        |                           |         |              |            |             |                  |                  |            |        |              |                       |                                                |                                       |                             |
| Ari Mattinen           | mord                      | 2001    | 2002-04-23   | 1          |             |                  |                  | ca 2007    | ✘      | 2–3          | avstyrkte             | Johan Eriksson                                 | Trond Sefastsson (Kalla fakta, TV4)   | [ 73 ] [ 74 ] [ 75 ] [ 76 ] |
| Ari Mattinen           | mord                      | 2001    | 2002-04-23   | 2          |             |                  |                  | 2009 nov   | ✘      | 1–4          |                       | Johan Eriksson                                 | Trond Sefastsson (Kalla fakta, TV4)   | [ 73 ] [ 74 ] [ 75 ] [ 76 ] |
|                        |                           |         |              |            |             |                  |                  |            |        |              |                       |                                                |                                       |                             |
| Yenon Levi             | mord                      | 1988    | 1997-05-28   | 1          | 2009-04-20  | – / 7 / 27       | 241              | 2009-12-17 | ✔      | 3–0          | avstyrkte ej          | Thomas Olsson                                  | Hannes Råstam (Dokument inifrån, SVT) | [ 78 ]                      |
|                        |                           |         |              |            |             |                  |                  |            |        |              |                       |                                                |                                       |                             |
| Veija Borg             | mord                      | 1998    | 1999-06-10   | 1          | 2000        |                  |                  |            | ✘      |              |                       | Claes Borgström                                |                                       | [ 79 ] [ 80 ]               |
| Veija Borg             | mord                      | 1998    | 1999-06-10   | 2          |             |                  |                  |            | ✘      |              |                       | Kerstin Koorti                                 | Trond Sefastsson (Kalla fakta, TV4)   | [ 79 ] [ 80 ]               |
| Veija Borg             | mord                      | 1998    | 1999-06-10   | 3          | 2004-09-15  | – / 4 / 12       | 134              | 2005-01-27 | ✘      |              | avstyrkte             | Tomas Nilsson                                  | Trond Sefastsson (Kalla fakta, TV4)   | [ 79 ] [ 80 ]               |
| Veija Borg             | mord                      | 1998    | 1999-06-10   | 4          | 2009        |                  |                  | ?          | ✘      |              |                       | Trond Sefastsson                               | Trond Sefastsson (Kalla fakta, TV4)   | [ 79 ] [ 80 ]               |
|                        |                           |         |              |            |             |                  |                  |            |        |              |                       |                                                |                                       |                             |
| Billy Butt             | sexualbrott               |         | 1993-11-17   | 1          |             |                  |                  |            | ✘      |              |                       |                                                |                                       |                             |
| Billy Butt             | sexualbrott               | 2       | 1993-11-17   | 1994       |             |                  | 1994-09-30       | ✘          |        | avstyrkte    |                       |                                                |                                       |                             |
| Billy Butt             | sexualbrott               | 3       | 1993-11-17   |            |             |                  |                  | ✘          |        |              |                       |                                                |                                       |                             |
| Billy Butt             | sexualbrott               | 4       | 1993-11-17   |            |             |                  |                  | ✘          |        |              |                       |                                                |                                       |                             |
| Billy Butt             | sexualbrott               | 5       | 1993-11-17   |            |             |                  | 1995             | ✘          |        |              |                       | C. Bellander/K.O. Larsson (Moderna tider, TV3) |                                       |                             |
| Billy Butt             | sexualbrott               | 6       | 1993-11-17   | 1996       |             |                  | 1996-05-21       | ✘          |        |              | Kerstin Koorti        |                                                | [ 88 ]                                |                             |
| Billy Butt             | sexualbrott               | 7       | 1993-11-17   | 1997       |             |                  | 1997-11-12       | ✘          |        |              | Kerstin Koorti        |                                                | [ 90 ]                                |                             |
| Billy Butt             | sexualbrott               | 8       | 1993-11-17   | 2000       |             |                  | 2006-10-12       | ✘          | 2–3    | avstyrkte    |                       |                                                | [ 93 ]                                |                             |
| Billy Butt             | sexualbrott               | 9       | 1993-11-17   | 2006-11-16 | 1 / 5 / 19  | 536              | 2008-05-05       | ✘          |        | avstyrkte    |                       |                                                |                                       |                             |
| Billy Butt             | sexualbrott               | 10      | 1993-11-17   | 2009       |             |                  | 2010-04-27       | ✘          |        |              | Björn Hurtig          |                                                |                                       |                             |
|                        |                           |         |              |            |             |                  |                  |            |        |              |                       |                                                |                                       |                             |
| Therese Johannesen     | mord                      | 1988    | 1998-06-02   | 1          | 2010-04-20  | – / 5 / 4        | 157              | 2010-09-24 | ✔      | 3–0          | avstyrkte ej          | Thomas Olsson                                  | Hannes Råstam (Dokument inifrån, SVT) | [ 78 ]                      |
|                        |                           |         |              |            |             |                  |                  |            |        |              |                       |                                                |                                       |                             |
| Hedersmordet i Högsby  | mord                      | 2005    |              |            |             |                  |                  | 2011-05-06 | ✔      |              | ansökande             |                                                |                                       |                             |
|                        |                           |         |              |            |             |                  |                  |            |        |              |                       |                                                |                                       |                             |
| Bertil Ströberg        | spioneri                  | 1983    | 1983-10-26   | 1          | 1985-02-18  | – / 5 / –        | 150              | 1985-07-18 | ✘      | 0–5          | avstyrkte             | Leif Silbersky                                 |                                       | [ 101 ]                     |
| Bertil Ströberg        | spioneri                  | 1983    | 1983-10-26   | 2          | 1987-07-01  | – / 11 / 29      | 365              | 1988-06-30 | ✔      |              | avstyrkte             | Ulla Jacobsson                                 | [ 103 ]                               |                             |
| Bertil Ströberg        | spioneri                  | 1983    | 1989-03-03   | 3          | 2009-10-12  | 2 / – / 2        | 732              | 2011-10-14 | ✘      |              |                       | Björn Hurtig                                   | [ 105 ] [ 106 ]                       |                             |
|                        |                           |         |              |            |             |                  |                  |            |        |              |                       |                                                |                                       |                             |
| Enbomaffären           | spioneri                  |         | 1952/53      |            | 1974-03-22  | 1 / 1 / 6        | 402              | 1975-04-28 | ✘      |              |                       | Henning Sjöström                               |                                       | [ 107 ] [ 108 ]             |
| Enbomaffären           | spioneri                  |         | 1952/53      | 2001-10-15 | 3 / 6 / 6   | 1 284            | 2005-04-21       | ✘          |        | avstyrkte    |                       | Tomas Bresky (Dokument inifrån, SVT)           | [ 110 ]                               |                             |
| Enbomaffären           | spioneri                  |         | 1952/53      | 2009-06-17 | 2 / 5 / 20  | 903              | 2011-12-07       | ✘          |        | avstyrkte    |                       |                                                |                                       |                             |
|                        |                           |         |              |            |             |                  |                  |            |        |              |                       |                                                |                                       |                             |
| Rinkebymordet          | mord                      | 2002    |              | 1          | 2005-06-16  |                  |                  |            | ✘      |              |                       | T. Olsson/P. Althin                            | Dick Sundevall/Christian Holmén       | [ 114 ]                     |
| Rinkebymordet          | mord                      | 2002    | 2            | 2007-06-01 |             |                  |                  | ✘          |        |              |                       | [ 115 ]                                        | Dick Sundevall/Christian Holmén       |                             |
| Rinkebymordet          | mord                      | 2002    | 3            | 2009 juni  |             |                  | 2011-12-13       | ✘          |        |              | Claes Borgström       | [ 117 ]                                        | Dick Sundevall/Christian Holmén       |                             |
|                        |                           |         |              |            |             |                  |                  |            |        |              |                       |                                                |                                       |                             |
| Johan-fallet           | mord                      | 1980    | 2001-06-21   | 1          | 2011-09-08  | – / 4 / 10       | 132              | 2012-01-18 | ✔      | 3–0          | tillstyrkte           | Thomas Olsson                                  | Hannes Råstam (Dokument inifrån, SVT) | [ 78 ]                      |
|                        | mord                      |         |              |            |             |                  |                  |            |        |              |                       | Thomas Olsson                                  | Hannes Råstam (Dokument inifrån, SVT) | [ 78 ]                      |
| Trine Jensen           | mord                      | 1981    | 2000-06-22   | 1          | 2011-04-11  | – / 11 / 25      | 360              | 2012-04-05 | ✔      | 3–0          | tillstyrkte           | Thomas Olsson                                  | Hannes Råstam (Dokument inifrån, SVT) | [ 78 ]                      |
| Gry Storvik            | mord                      | 1985    | 2000-06-22   | 1          | 2011-04-11  | – / 11 / 25      | 360              | 2012-04-05 | ✔      | 3–0          | tillstyrkte           | Thomas Olsson                                  | Hannes Råstam (Dokument inifrån, SVT) | [ 78 ]                      |
|                        | mord                      |         |              |            |             |                  |                  |            |        |              |                       | Thomas Olsson                                  | Hannes Råstam (Dokument inifrån, SVT) | [ 78 ]                      |
| Charles Zelmanovits    | mord                      | 1976    | 1994-11-16   | 1          | 2012-06-05  | – / 7 / 27       | 241              | 2013-02-01 | ✔      | 3–0          | ansökande             | Thomas Olsson                                  | Hannes Råstam (Dokument inifrån, SVT) | [ 78 ]                      |
|                        | mord                      |         |              |            |             |                  |                  | 2013-02-01 |        | 3–0          | ansökande             | Thomas Olsson                                  | Hannes Råstam (Dokument inifrån, SVT) | [ 78 ]                      |
| Tältmorden i Appojaure | mord                      | 1984    | 1996-01-25   | 1          | 2012-06-18  | – / 7 / 14       | 228              | 2013-02-01 | ✔      | 3–0          | ansökande             | Thomas Olsson                                  | Hannes Råstam (Dokument inifrån, SVT) | [ 78 ]                      |
|                        |                           |         |              |            |             |                  |                  |            |        |              |                       |                                                |                                       |                             |
| "BÅ"                   | sexualbrott               | 1983–90 | 2003-02-28   |            |             |                  |                  | 2013-05-24 | ✔      |              | avstyrkte             | Thomas Olsson                                  |                                       | [ 122 ] [ 123 ]             |
|                        |                           |         |              |            |             |                  |                  |            |        |              |                       |                                                |                                       |                             |
| Fallet Samir           | mord                      | 1986    |              | 1          | 2015        |                  |                  | 2016-04-07 | ✔      |              | tillstyrkte           | Sargon De Basso                                | Anders Johansson (Aftonbladet)        |                             |
|                        |                           |         |              |            |             |                  |                  |            |        |              |                       |                                                |                                       |                             |
| Kaj Linna              | mord                      | 2004    | 2005-03-18   | 1          | 2006        |                  |                  | 2006-12-05 | ✘      |              | avstyrkte             | Carita Postma                                  | Stefan Lisinski (Dagens Nyheter)      | [ 125 ]                     |
| Kaj Linna              | mord                      | 2004    | 2005-03-18   | 2          | 2010-06-21  | – / 4 / –        | 122              | 2010-10-21 | ✘      | 2–3          |                       | Johan Eriksson                                 | Stefan Lisinski (Dagens Nyheter)      | [ 127 ]                     |
| Kaj Linna              | mord                      | 2004    | 2005-03-18   | 3          |             |                  |                  | 2012-03-30 | ✘      |              |                       |                                                | Stefan Lisinski (Dagens Nyheter)      |                             |
| Kaj Linna              | mord                      | 2004    | 2005-03-18   | 4          | 2015        |                  |                  | 2016-12-29 | ✔      |              | avstyrkte             | Thomas Magnusson                               | Stefan Lisinski (Dagens Nyheter)      |                             |
|                        |                           |         |              |            |             |                  |                  |            |        |              |                       |                                                |                                       |                             |
| Esa Teittinen          | mord                      | 2009    | 2010-10-21   | 1          | 2014 maj    | – / 3 / ??       |                  | 2014-09-04 | ✘      |              | avstyrkte             | Björn Hurtig                                   |                                       | [ 128 ]                     |
| Esa Teittinen          | mord                      | 2009    | 2010-10-21   | 2          | 2017-08-29  | – / 6 / 21       | 204              | 2018-03-21 | ✔      | 5–0          | tillstyrkte           | Marko Tuhkanen                                 |                                       | [ 128 ]                     |
|                        |                           |         |              |            |             |                  |                  |            |        |              |                       |                                                |                                       |                             |
| da Costafallet         | mord/ styckning           | 1984    | 1988-07-08   | 1          |             |                  |                  | 2001-02-16 | ✘      |              |                       | Kerstin Koorti                                 | Per Lindeberg (Döden är en man)       |                             |
| da Costafallet         | mord/ styckning           | 1984    | (1988-09-30) | 1          |             |                  |                  | 2000-10-24 | ✘      |              |                       | Kerstin Koorti                                 | Per Lindeberg (Döden är en man)       |                             |
| da Costafallet         | mord/ styckning           | 1984    | 1991-05-31   | 1          | 1999-12-16  | 1 / 5 / 14       | 531              | 2001-05-30 | ✘      |              |                       | Kerstin Koorti                                 | Per Lindeberg (Döden är en man)       |                             |
| da Costafallet         | mord/ styckning           | 1984    | 1991-05-31   | 2          | 2003-09-23  | – / 9 / 8        | 282              | 2004-07-01 | ✘      | 0–3          |                       | Anders Agell                                   | Per Lindeberg (Döden är en man)       | [ 132 ]                     |
| da Costafallet         | mord/ styckning           | 1984    | 1991-05-31   | 3          | 2010-09-13  | – / 4 / 22       | 144              | 2011-02-04 | ✘      | 0–3          |                       | Anders Frigell                                 | Per Lindeberg (Döden är en man)       | [ 134 ]                     |
| da Costafallet         | mord/ styckning           | 1984    | 1991-05-31   | 4          | 2011-11-29  | – / – / 23       | 23               | 2011-12-22 | ✘      | 0–2          |                       | Lars-Erik Tillinger                            | Per Lindeberg (Döden är en man)       | [ 136 ]                     |
| da Costafallet         | mord/ styckning           | 1984    | 1991-05-31   | 5          | 2012 jan    |                  |                  |            |        |              |                       | Lars-Erik Tillinger                            | Per Lindeberg (Döden är en man)       | [ 135 ]                     |
| Fall                   | Brott                     | Brott   | Dom avkunnad | Ansökan    | Ansökan     | Handläggningstid | Handläggningstid | Beslut     | Beslut | Beslut       | Åklagares inställning | Ombud                                          | Särskilt inverkande journalist        | Ref.                        |
| Fall                   | typ                       | när     | Dom avkunnad | nr         | inkommen    | å/m/d            | dagar            | meddelat   | bifall | röstetal     | Åklagares inställning | Ombud                                          | Särskilt inverkande journalist        | Ref.                        |

### Rekord

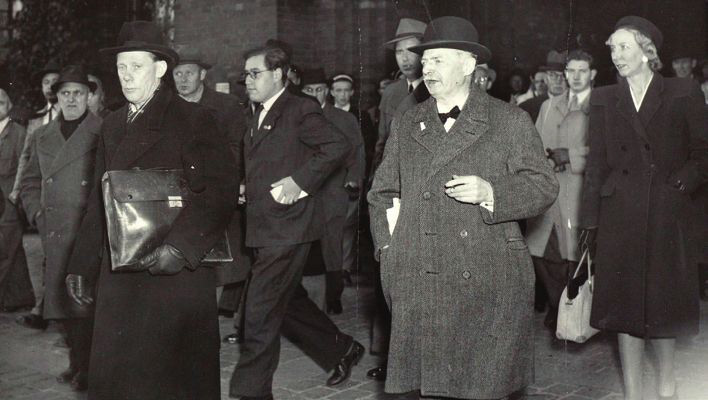
Den tidigare morddömde Nils Andersson (till höger) beviljades resning 1947 efter nära 15 år i fängelse.

#### Längst avsutten fängelsetid i fall som lett till resning och frikännande
| Person         | Frihetsberövad | Frihetsberövad | Antal år   | Friad      | Skadestånd | Ref.                    |
| Person         | från           | till           | Antal år   | Friad      | Skadestånd | Ref.                    |
| -------------- | -------------- | -------------- | ---------- | ---------- | ---------- | ----------------------- |
| Nils Andersson | 1932 dec       | 1947 nov       | närmare 15 | 1948-05-14 | 100 000 kr | [ 138 ]                 |
| Kaj Linna      | 2004           | 2017-05-30     | närmare 13 | 2017-06-15 | 18 Mkr     | [ 139 ]                 |
| "BÅ"           | 2003           | 2012           | drygt 9    | 2014-04-25 | 12,6 Mkr   | [ 141 ] [ 142 ] [ 143 ] |
| Joy Rahman     | 1994           | 2002           | 8          | 2002-05-21 | 10,2 Mkr   | [ 143 ]                 |

Som jämförelse kan nämnas att Olle Möller (1906–1983) fram till 1970 satt i fängsligt förvar under sammanlagt 19 år och 28 dagar till följd av två kontroversiella indiciemål (Gerdmordet och fallet Rut Lind) för vilka han sökte resning men fick avslag.

#### Advokatprestationer
Det finns ingen officiell svensk statistik på området (i vart fall inte sedan någon längre tid tillbaka), men Thomas Olsson är "advokaten som innehar svenskt rekord i beviljade resningar" enligt en granskning i tidskriften Filter hösten 2014.